# رباط عاني عنقي
الرِباط العاني العُنقي (بالإنجليزية: Pubocervical ligament)‏ هوَ الرِباط الذي يَربِط بين عُنق الرَحِم وَالارتفاق العاني. يَحتوي الرباط العُنقي العاني على الكولاجين التي من المُمكن أن تنخفض نسبتها نَتيجةً لِتدلي المِهبل (vaginal prolapse).

## المَراجع
1. ↑  نموذج تأسيسي في التشريح | Pubocervical ligament، QID:Q1406710
2. ↑  نموذج تأسيسي في التشريح، QID:Q1406710
3. ↑  Read RC (أكتوبر 2008). "Signs of herniosis in women with vaginal prolapse and/or stress incontinence". Hernia. ج. 12 ع. 5: 449–52. DOI:10.1007/s10029-008-0372-2. PMID:18415038. {{استشهاد بدورية محكمة}}: الوسيط |تاريخ الوصول بحاجة لـ |مسار= (مساعدة)

## روابط خارجية
- الحَوض والعِجان قِسم الرباط العاني العُنقي.
- Laparoscopic Reconstructive Bladder Prolapse Surgery in the Female.